# شركة دينافوكس
شركة دينافوكس مايير-جونسون (DynaVox Mayer-Johnson) هي شركة مطورة ومنتجة وموزعة لأجهزة توليد الكلام يقع مقرها الرئيسي في الولايات المتحدة في بيتسبرغ، بنسيلفانيا. وقد تأسست الشركة عام 1983، ومنذ ذلك الحين أصبحت هي الشركة الرائدة في مجال أجهزة الاتصالات الصوتية وبرامج التربية الخاصة الملائمة للرموز التي تُستخدم لمساعدة الأفراد في التغلب على صعوبات الحديث واللغة والتعلم. وتعمل بعثة دينافوكس مايير-جونسون المعلن عنها على تمكين الأطفال والكبار من الوصول إلى إمكاناتهم التعليمية وتجربة جودة أكبر للحياة من خلال زيادة قدرة كل شخص على التواصل والتعلم. وتشمل أشهر منتجات الشركة أنظمة حلول الاتصالات Maestro وEyeMax System وعائلة برامج Boardmaker، وهي مجموعة من الأدوات التي تسمح للمناهج التعليمية والأنشطة بالتكيف لتلبية احتياجات مجموعة واسعة من تعلم الطلاب والاحتياجات المعرفية والجسدية.

## التاريخ
كان أول منتج للشركة، التي تأسست تحت اسم Sentient Systems Technology، عام 1983 هو EyeTyper. وقد سمح EyeTyper، الذي تم تصميمه كمشروع طالب في جامعة كارنيغي ميلون لمساعدة امرأة شابة مصابة بـ شلل دماغي على التواصل، للأفراد بتهجئة الرسائل بأعينهم. وكانت هذه الرسائل «تُنطق» بعد ذلك من خلال صوت محوسب.
كما جعل EyeTyper من الممكن بالنسبة لبعض الناس المصابين بالشلل الدماغي التواصل بشكل فعال. وقد قام كيلياني بتأسيس الشركة مع أستاذ جامعة كارنيغي ميلون مارك فريدمان والشريك التجاري تيلدن بينيت. وتم بيع براءة اختراع هذه التكنولوجيا إلى البحرية الأمريكية، وذهبت كل العائدات إلى مزيد من تطوير تطبيقات الاتصالات التي يمكن استخدامها من قبل الكثير من المصابين بإعاقات كبيرة في الكلام. وفي عام 1991، صدر أول منتج يحمل العلامة التجارية DynaVox. والذي كان أول جهاز لتوليد الكلام يحمل ميزة تكنولوجيا شاشة اللمس.
وقد غيرت الشركة اسمها إلى DynaVox Systems Inc. عندما اشترتها شركة Sunrise Medical Inc.عام 1998،  قبل أن تخرج مرة أخرى بعد عدة سنوات. وفي عام 2004 اشترت شركة DynaVox شركتي Enkidu Research Inc. وMayer-Johnson. وفي عام 2009، اشترت شركة DynaVox Mayer-Johnson شركة BlinkTwice، ودمجت منتج هذه الشركة، the Tango AAC devcie، في خط إنتاج شركة DynaVox. وفي يناير 2010، اشترت شركة DynaVox شركة Eye Response Technologies.
وقد تم طرح أسهم الشركة في سوق الأوراق المالية عام 2010، على الرغم من أنه منذ سبتمبر 2011، انخفضت أسهمها بنسبة 29.8% عن عام 2010  وفي 2012، بعد الهبوط المتواصل في أسعار الأسهم، حذرت ناسداك شركة Dynavox أنه إذا استمرت قيمة الأسهم أقل من 1 دولار، فسيتم إسقاط الشركة من البورصة. وقالت شركة DynaVox في الإيداع الأخير لدى هيئة الأوراق المالية الأمريكية والتداول «تنوي الشركة النظر في الخيارات المتاحة لحل مشكلة عدم الامتثال مع متطلبات الحد الأدنى للسعر». وتابعت «لم يتم تحديد ما يتعلق باستجابة الشركة في هذا الوقت.» وفي مسألة منفصلة وليس لها علاقة، قالت شركة DynaVox في إيداع منفصل لدى هيئة الأوراق المالية الأمريكية والتداول أن جوان ريد لن تسعى لإعادة انتخابها في مجلس إدارة الشركة عندما تنتهي فترة عملها في 5 ديسمبر 2012. وفي 10 أبريل 2013، أعلنت DynaVox أنها تلقت إخطارًا في 5 أبريل 2013 بأن بورصة ناسداك قررت شطب الأسهم العادية من الدرجة «أ» للشركة من السوق العالمية لناسداك، ويسري هذا القرار اعتبارًا من افتتاح الأعمال التجارية في 16 أبريل 2013. ووفقًا لما تم الكشف عنه مسبقًا، تلقت الشركة إخطارًا من بورصة ناسداك في 2 أكتوبر 2012 يشير إلى أن أسهم الشركة لم تتطابق مع شرط الحد الأدنى لعرض السعر الذي تضعه بورصة ناسداك. وكان الشطب هو نتيجة فشل الشركة في استعادة التوافق مع هذا الشرط. ولم تطعن الشركة على قرار موظفي ناسداك.
وقامت شركة OTC Markets Group Inc. بإخطار DynaVox أن أسهمها العادية من الفئة «أ» سيتم طرحها للتداول فورًا على سوق OTCQB، ويسري هذا القرار مع افتتاح الأعمال التجارية في 16 أبريل 2013. وستستمر أسهم الشركة العادية من الفئة «أ» في التداول تحت رمز "DVOX".

## مجال المنتج
تساعد أجهزة DynaVox الأفراد الذين لا يستطيعون التواصل بشكل صحيح مع أصواتهم بسبب الإعاقات الإدراكية واللغوية والجسدية. ووفقًا لتعداد المصابين بالعجز في الولايات المتحدة عام 2005، تؤثر الأمراض الإدراكية وحدها على أكثر من 16 مليون شخص فوق سن 15 عامًا، بينما تم وصف 35 مليون شخص من ذوي الإعاقة أن لديهم إعاقة شديدة.
وتتشابه الأجهزة التي تنتجها شركة DynaVox بشكل كبير مع أجهزة الكمبيوتر اللوحية التي تعمل شاشاتها باللمس. وتستخدم DynaVox التهيئة المعتمدة على نظام التشغيل مايكروسوفت ويندوز كنظام أساسي لتشغيل برامج الاتصال InterAACt التي تملكها.
ومثلها مثل جميع أجهزة توليد الكلام، تستخدم أجهزة DynaVox مجموعة هرمية من الصفحات التي تحتوي على مفردات مختلفة لسياقات أو مواقف مختلفة. ويُسمى نظام DynaVox الخاص لتنظيم هذه الصفحات باسم "InterAACT".

## أجهزة توليد الكلام
تقدم شركة Dynavox مجموعة من أجهزة توليد الكلام تشمل جهاز "Xpress" الصغير جدًا وجهاز "Tango"، الذي تم تصميمه خصيصًا للأطفال. ويُسمى جهازها الأحدث باسم "Maestro"، الذي يقدم خيارات، مثل أجهزة V+ وVMax+ وM3 الأقدم، لقنوات اتصال متعددة تشمل الهاتف المحمول وخدمة الرسالة القصيرة والبريد الإلكتروني. وعادة ما يتم اختيار جهاز Vmax الأكبر لأولئك الذين يستخدمون الكراسي المتحركة (يمكن تركيب الجهاز) أو للأفراد الذين يعانون من ضعف البصر، ويمكن الوصول إلى جميع أجهزة Dynavox من خلال مجموعة متنوعة من الطرق لتعويض القدرات الجسدية المحدودة. ويتشابه جهاز M3 فعليًا مع V+ ويوفر عددًا محدودًا من الرسائل المسجلة مسبقًا ويستخدمه غالبًا الأفراد ذوو المهارات المحدودة في القراءة والكتابة أو غير المتعلمين.

### أنظمة الوصول
أنتجت شركة DynaVox أيضًا أداة EyeMax، التي تعد ملحقًا يسمح لأي شخص لديه مهارات حركية محدودة أو ليس لديه مهارات أن يستخدم عينه للتحكم في الجهاز. وقد تم تشخيص حالة أوجي نييتو، مؤسس Life Fitness وعضو مجلس إدارة شركة DynaVox و «ملك اللياقة البدنية سابقًا»، على أنه مصاب بـ مرض التصلب العضلي الجانبي، وفقد ببطء القدرة على الحركة في معظم جسده، وأيضًا فقد قدرته على الكلام. وقد كان نيتو قادرًا على مواصلة التواصل مع عائلته وأصدقائه والعالم وذلك باستخدام تكنولوجيا EyeMax. وتتتبع كاميرا أنظمة EyeMax حركات عين الشخص على الشاشة. حيث يقوم المستخدم باختيار ما يريده وذلك من خلال النظر إلى الكلمة المطلوبة أو التوقف عندها. ويقول نييتو «أستطيع كتابة ما يصل إلى 20 كلمة في الدقيقة مع DynaVox» فقط باستخدام عينيه.

## إطلاق iPhone
أطلقت شركة DynaVox أول تطبيق يعمل على iPhone وتطبيقات PCS، الذي يحمل مميزات نظام رموز الاتصالات المصورة الخاص بالشركة لتمكين التعلم على الأجهزة النقالة.

## تحذير بورصة ناسداك بالشطب
في 5 أبريل 2013، تلقت شركة DynaVox تحذيرًا من ناسداك أنه سيتم شطبها من السوق العالمية لناسداك اعتبارًا من 16 أبريل 2013. وكانت الشركة مؤهلة للتجارة في السوق التجارية OTC Markets Group اعتبارًا من 16 أبريل 2013. وكان الشطب نتيجة لفشل الشركة في استعادة التوافق مع هذا الشرط.